# Luba (Stadt)
Luba (zur spanischen Kolonialzeit San Carlos genannt) ist eine Stadt in der Republik Äquatorialguinea auf der Insel Bioko.

## Lage
Sie liegt an der Westküste der Insel in der Provinz Bioko Sur, deren Provinzhauptstadt sie ist, unterhalb von Vulkanspitzen. Die Vulkane sind bis zu 2260 Meter hoch und zuletzt vermutlich im Holozän ausgebrochen. Die Stadt selbst befindet sich auf einer Höhe von 181 Metern über dem Meeresspiegel.

## Geschichte
1973 wurde San Carlos im Rahmen einer Kampagne des damaligen Präsidenten Francisco Macías Nguema, die das Ersetzen europäischer Ortsnamen durch afrikanische forcierte, in Luba umbenannt.

## Bevölkerung
Die Stadt hat 8.378 Einwohner (Berechnung 2007) und ist damit die zweitgrößte Stadt auf der Insel Bioko.
Bevölkerungsentwicklung:
| Jahr              | Einwohner |
| ----------------- | --------- |
| 1983 (Zensus)     | 2.450     |
| 2001 (Zensus)     | 9.011     |
| 2007 (Berechnung) | 8.378     |

## Infrastruktur
Die Stadt erreicht man per Auto auf der Straße, die von Malabo nach Luba führt. Von hier aus bestehen weitere Verbindungen, sowohl nach Riaba im Osten wie auch, seit 2013, nach Ureka im äußersten Süden.
In letzter Zeit wurde ein neuer Hafen mit größerem Tiefgang eröffnet, der es nun auch Ölschiffen erlaubt anzulegen. Sehenswürdigkeiten der Stadt sind die Strände und ein Krankenhaus im Kolonialstil.